# H.265
H.265, MPEG-H Parte2 o HEVC (High Efficiency Video Coding «codificación de vídeo de alta eficiencia») es una norma que define un formato de compresión de video, sucesor de H.264/MPEG-4 AVC (Advanced Video Coding, «codificación avanzada de vídeo»), desarrollado conjuntamente por la ISO/IEC Moving Picture Experts Group (MPEG) y ITU-T Video Coding Experts Group (VCEG) como ISO/IEC CD 23008-2 High Efficiency Video Coding.
Asimismo puede ser utilizado para proporcionar mejor calidad de videos con la misma tasa de datos. Es compatible con la televisión en ultraalta definición y resoluciones hasta 8192x4320.
La primera versión de la norma fue completada y publicada a principios del 2013. La segunda versión de la norma se completó en julio de 2014, y publicada en enero del 2015, incluye extensiones de rango (que dan apoyo a los formatos de vídeo mejorado) (RExt), extensiones de codificación escalable (SHVC) y extensiones multi-vista (MV-HEVC). Otras extensiones adicionales en desarrollo incluyen video en 3D.

## Historia

### Estandarización
En el 2004, la ITU-T Video Coding Experts Group (VCEG) comenzó un estudio de avances tecnológicos que pudieran permitir la creación de una nueva norma de compresión de video (o mejoras sustanciales orientadas a una mejor compresión para la norma H.264/MPEG-4 AVC). En octubre de 2004 se estudiaron varias técnicas para una mejora potencial del estándar H.264/MPEG-4 AVC. En enero de 2005, en el siguiente encuentro de VCEG, VCEG comenzó designación de ciertos temas como «áreas técnicas clave» para profundizar la investigación. Entonces, se estableció un software base denominado KTA codebase para la evaluación de dichas propuestas. El software KTA se basa en el software de referencia de Modelo Conjunto (Joint Model en inglés) que fue desarrollado por el Equipo Conjunto de Vídeo de MPEG & VCEG para H.264/MPEG-4 AVC. Asimismo, se integraron tecnologías adicionales propuestas en el software KTA y fueron sometidas a pruebas en evaluaciones experimentales en los siguientes cuatro años.
Fueron examinados dos enfoques para la normalización de una tecnología de compresión mejorada: o bien la creación de una nueva norma, o bien la creación de extensiones para H.264/MPEG-4 AVC. El proyecto contó con nombres provisionales como H.265 y H.NGVC (Next-generation Video Coding, la próxima generación en codificación de vídeo), y fue en su mayoría, parte de la obra de VCEG hasta su evolución en el proyecto conjunto HEVC con MPEG en 2010.

### Implementaciones y productos
2012
El 29 de febrero de 2012, en el Mobile World Congress 2012, Qualcomm hizo una demostración del decodificador HEVC corriendo en una tableta de Android, con un procesador de doble núcleo Qualcomm Snapdragon S4 funcionando a 1,5 GHz, mostrando versiones H.264/MPEG-4 AVC y HEVC del mismo vídeo al mismo tiempo. En esta demostración HEVC mostró una reducción de la tasa binaria de casi un 50% en comparación con H.264/MPEG-4 AVC.
2013
El 3 de abril de 2013, ATEME anunció la disponibilidad de la primera implementación de código abierto de un software reproductor HEVC basado en el decodificador OpenHEVC y en el reproductor de vídeo GPAC que están tanto bajo licencia LGPL. El decodificador OpenHEVC soporta el perfil Main de HEVC y puede decodificar vídeo en 1080p a 30 fps mediante un solo núcleo de la CPU. Un transcodificador en tiempo real que soporta HEVC y utilizado en combinación con el reproductor de vídeo GPAC fue mostrado en el stand de ATEME en el NAB Show en abril de 2013.
El 23 de julio de 2013, MulticoreWare liberó el código fuente en fase alfa para x265.
El 8 de agosto de 2013, Nippon Telegraph and Telephone Corporation anunció el lanzamiento del SDK del codificador de software HEVC-1000 que soporta el perfil Main 10, las resoluciones de hasta 7680x4320, y velocidades de cuadro de hasta 120 fps.
El 14 de noviembre de 2013, los desarrolladores de DivX liberaron información sobre el rendimiento de decodificación HEVC utilizando una CPU Intel Core i7 a 3,5 GHz, que tenía 4 núcleos y 8 hilos. El decodificador DivX 10.1 Beta era capaz de 210,9 fps en 720p, 101,5 fps en 1080p y 29.6 fps en 4K.
El 18 de diciembre de 2013, ViXS Systems anunció el envío de su XCode 6400 SoC que es el primer SoC que soporta el perfil Main 10 de HEVC.
2014
El 15 de enero de 2014, oViCs anunció el descodificador ViC-1 HEVC que soporta el perfil Main 10 hasta 4K a 120 fps.
El 7 de abril de 2014, Vantrix liberó el código fuente para el codificador HEVC f265 bajo la licencia BSD.
2020
El 7 de julio de 2020, se lanzó el códec H.266, que permite capturar vídeos de mayor calidad con un menor tamaño. Necesitando solo 5GB de datos para lograr transmitir un vídeo UHD de 90 minutos.

## Características

### Herramientas de codificación

#### Unidad de codificación en árbol paralelo
HEVC reemplaza a los macrobloques —que fueron utilizados en las normas anteriores— con Unidades de codificación en árbol (Coding Tree Units o CTU, por sus siglas en inglés) que pueden usar estructuras de bloques más grandes, de hasta 64x64 píxeles y pueden mejorar el subparticionado de la imagen en estructuras de tamaño variable. Inicialmente HEVC dividía la imagen en CTU que podían ser de 64x64, 32x32 o 16x16 con un tamaño de bloque de píxel más largo, a menudo aumentando la eficiencia de codificación.
Las formas de los artefactos causados por la codificación a bajas tasas de bits son útiles para videos musicales o simplemente para videos artísticos.

## Perfiles
| Característica                                         | Versión 1 | Versión 1  | Versión 2  | Versión 2     | Versión 2     | Versión 2         | Versión 2         | Versión 2         | Versión 2           | Versión 2 |
| Característica                                         | Main      | Main 10    | Main 12    | Main 4:2:2 10 | Main 4:2:2 12 | Main 4:4:4        | Main 4:4:4 10     | Main 4:4:4 12     | Main 4:4:4 16 Intra |           |
| ------------------------------------------------------ | --------- | ---------- | ---------- | ------------- | ------------- | ----------------- | ----------------- | ----------------- | ------------------- | --------- |
| Profundidad de color                                   | 8         | 8 hasta 10 | 8 hasta 12 | 8 hasta 10    | 8 hasta 12    | 8                 | 8 hasta 10        | 8 hasta 12        | 8 hasta 16          |           |
| Formatos de submuestreo de crominancia                 | 4:2:0     | 4:2:0      | 4:2:0      | 4:2:0/4:2:2   | 4:2:0/4:2:2   | 4:2:0/4:2:2/4:4:4 | 4:2:0/4:2:2/4:4:4 | 4:2:0/4:2:2/4:4:4 | 4:2:0/4:2:2/4:4:4   |           |
| 4:0:0 (Monocromo)                                      | No        | No         | Sí         | Sí            | Sí            | Sí                | Sí                | Sí                | Sí                  |           |
| Predicción de alta precisión ponderada                 | No        | No         | Sí         | Sí            | Sí            | Sí                | Sí                | Sí                | Sí                  |           |
| Predicción de componentes cruzados                     | No        | No         | No         | No            | No            | Sí                | Sí                | Sí                | Sí                  |           |
| Desactivación de suavizado Intra                       | No        | No         | No         | No            | No            | Sí                | Sí                | Sí                | Sí                  |           |
| Adaptación Rice persistente                            | No        | No         | No         | No            | No            | Sí                | Sí                | Sí                | Sí                  |           |
| RPDCM implícita / explícita                            | No        | No         | No         | No            | No            | Sí                | Sí                | Sí                | Sí                  |           |
| Transformar tamaños de bloque de salto mayores que 4x4 | No        | No         | No         | No            | No            | Sí                | Sí                | Sí                | Sí                  |           |
| Transformar salto de contexto / rotación               | No        | No         | No         | No            | No            | Sí                | Sí                | Sí                | Sí                  |           |
| Procesamiento de precisión extendida                   | No        | No         | No         | No            | No            | No                | No                | No                | Sí                  |           |

## Niveles
| Nivel | Max frecuencia de muestreo luma (samples) | Max tamaño de imagen luma (samples) | Max velocidad de bit para el Main y Main 10 perfiles (kbit/s) | Max velocidad de bit para el Main y Main 10 perfiles (kbit/s) | Ejemplo de resolución de imagen @ máxima velocidad por cuadro (Max Tamaño Dpb)                                   | Min CR | Max número de cortes por imagen | Max número de mosaicos | Max número de mosaicos |
| Nivel | Max frecuencia de muestreo luma (samples) | Max tamaño de imagen luma (samples) | Nivel principal                                               | Nivel alto                                                    | Ejemplo de resolución de imagen @ máxima velocidad por cuadro (Max Tamaño Dpb)                                   | Min CR | Max número de cortes por imagen | filas                  | columnas               |
| ----- | ----------------------------------------- | ----------------------------------- | ------------------------------------------------------------- | ------------------------------------------------------------- | --- | ------ | ------------------------------- | ---------------------- | ---------------------- |
| 1     | 552.960                                   | 36.864                              | 128                                                           | -                                                             | 128×96@33.7 (6) 176×144@15,0 (6)                                                                                 | 2      | 16                              | 1                      | 1                      |
| 2     | 3.686.400                                 | 122.880                             | 1.500                                                         | -                                                             | 176×144@100,0 (16) 352×288@30,0 (6)                                                                              | 2      | 16                              | 1                      | 1                      |
| 2.1   | 7.372.800                                 | 245.760                             | 3.000                                                         | -                                                             | 352×288@60,0 (12) 640×360@30,0 (6)                                                                               | 2      | 20                              | 1                      | 1                      |
| 3     | 16.588.800                                | 552.960                             | 6.000                                                         | -                                                             | 640×360@67.5 (12) 720×480@42.1 (8) 720×576@37.5 (8) 960×544@30,0 (6)                                             | 2      | 30                              | 2                      | 2                      |
| 3.1   | 33.177.600                                | 983.040                             | 10.000                                                        | -                                                             | 720×480@84.3 (12) 720×576@75,0 (12) 960×544@60,0 (8) 1280×720@33.7 (6)                                           | 2      | 40                              | 3                      | 3                      |
| 4     | 66.846.720                                | 2.228.224                           | 12.000                                                        | 30.000                                                        | 1.280×720@68,0 (12) 1.920×1.080@32,0 (6) 2.048×1.080@30,0 (6)                                                    | 4      | 75                              | 5                      | 5                      |
| 4.1   | 133.693.440                               | 2.228.224                           | 20.000                                                        | 50.000                                                        | 1.280×720@136,0 (12) 1.920×1.080@64,0 (6) 2.048×1.080@60,0 (6)                                                   | 4      | 75                              | 5                      | 5                      |
| 5     | 267.386.880                               | 8.912.896                           | 25.000                                                        | 100.000                                                       | 1.920×1.080@128,0 (16) 3.840×2.160@32,0 (6) 4.096×2.160@30,0 (6)                                                 | 6      | 200                             | 11                     | 10                     |
| 5.1   | 534.773.760                               | 8.912.896                           | 40.000                                                        | 160.000                                                       | 1.920×1.080@256,0 (16) 3.840×2.160@64,0 (6) 4.096×2.160@60,0 (6)                                                 | 8      | 200                             | 11                     | 10                     |
| 5.2   | 1.069.547.520                             | 8.912.896                           | 60.000                                                        | 240.000                                                       | 1.920×1.080@300,0 (16) 3.840×2.160@128,0 (6) 4.096×2.160@120,0 (6)                                               | 8      | 200                             | 11                     | 10                     |
| 6     | 1.069.547.520                             | 35.651.584                          | 60.000                                                        | 240.000                                                       | 3.840×2.160@128,0 (16) 4.096×2.160@120,0 (16) 4.096×2.304@113.3 (12) 7.680×4.320@32,0 (6) 8.192×4.320@30,0 (6)   | 8      | 600                             | 22                     | 20                     |
| 6.1   | 2.139.095.040                             | 35.651.584                          | 120.000                                                       | 480.000                                                       | 3.840×2.160@256,0 (16) 4.096×2.160@240,0 (16) 4.096×2.304@226.6 (12) 7.680×4.320@64,0 (6) 8.192×4.320@60,0 (6)   | 8      | 600                             | 22                     | 20                     |
| 6.2   | 4.278.190.080                             | 35.651.584                          | 240.000                                                       | 800.000                                                       | 3.840×2.160@300,0 (16) 4.096×2.160@300,0 (16) 4.096×2.304@300,0 (12) 7.680×4.320@128,0 (6) 8.192×4.320@120,0 (6) | 6      | 600                             | 22                     | 20                     |

## Versiones
GB Streaming HEVC+ Plus es una Version desarrollada en Paraguay por Gregor Britez, los equipos con esta tecnología tendrán la misma compresión pero mejoras en la calidad y en la eficiencia de Encoder y Decoder.